# Scotts Head (Australia)
Scotts Head – miasto w Australii, w stanie Nowa Południowa Walia, nad Oceanem Spokojnym.